# Хип-хоп-культура
Хип-хоп-культура — культурное и художественное направление, созданное афроамериканцами, латиноамериканцами и американцами стран Карибского бассейна в Бронксе, Нью-Йорк. Происхождение названия часто оспаривается. Также спорят о том, зародился ли хип-хоп в Южном или Западном Бронксе. В то время как термин «хип-хоп» часто используется для обозначения исключительно хип-хоп-музыки (включая рэп), хип-хоп характеризуется четырьмя ключевыми элементами: исполнение рэпа (также называемый эмсиинг), ритмичный вокальный стиль рифмования; диджеинг (и тёрнтейблизм), то есть создание музыки с помощью виниловых проигрывателей и диджейских микшеров (слуховое/звуковое и музыкальное оформление); би-боинг/би-гёрлинг/исполнение брейк-данса (движение/танец); и рисование граффити. Пятым элементом, который хоть и является спорным, обычно считается уличное знание, либо хип-хоп-мода или исполнение битбокса.
Хип-хоп-сцена Бронкса возникла в середине 1970-х годов из районных вечеринок, организованных афроамериканской группой Black Spades, которую описывают как банду, клуб и музыкальную группу. Дуэт брата и сестры DJ Kool Herc и Cindy Campbell также устраивали диджейские вечеринки в Бронксе, и им приписывают развитие этого жанра. Хип-хоп-культура распространилась как на городские, так и на пригородные общины по всей территории США, а затем и по всему миру. Эти элементы были адаптированы и значительно развиты, особенно по мере распространения форм искусства на новые континенты и слияния с местными стилями в 1990-х и последующих десятилетиях. Несмотря на то, что направление продолжает расширяться во всём мире и исследует мириады стилей и форм искусства, в том числе хип-хоп-театр и хип-хоп-фильмы, четыре основополагающих элемента обеспечивают согласованность и прочную основу для хип-хоп-культуры. Хип-хоп одновременно является новым и старым явлением; важность семплирования треков, битов и басовых линий из старых записей в художественную форму означает, что большая часть культуры вращается вокруг идеи обновления классических записей, отношения и опыта для современной аудитории. Семплирование более старой культуры и её повторное использование в новом контексте или в новом формате называется «переворотом» в хип-хоп-культуре. Хип-хоп-музыка следует по стопам более ранних афроамериканских и латиноамериканских музыкальных жанров, таких как блюз, джаз, регтайм, фанк, сальса и диско, чтобы стать одним из самых популярных жанров в мире.
В 1990 году Рональду «Би-Стингер» Сэвиджу, бывшему участнику Zulu Nation, приписали создание термина «Шесть элементов хип-хоп-движения», вдохновлённого записями Public Enemy. «Шесть элементов хип-хоп-движения»: Осведомлённость в вопросах самосознания, гражданских прав, активизма, справедливости, политическая осведомлённость и осведомлённость в вопросах общества в музыке; Сэвидж известен как сын хип-хоп-движения.
В 2000-х годах с появлением новых медиа-платформ, таких как онлайн-сервисы потоковой передачи музыки, фанаты открывали и загружали или транслировали хип-хоп-музыку через сайты социальных сетей, начиная с Blackplanet и Myspace, а также с таких сайтов, как YouTube, WorldStarHipHop, SoundCloud и Spotify.

## Направления хип-хопа
Хип-хоп, как таковой, делится на множество направлений. Каждое направление достаточно самостоятельно и несёт свой собственный смысл.
В нём можно выделить три основных направления:
- Рэп, хип-хоп, битбокс (музыкальное)
- Брейк-данс, хип-хоп (new style, oldschool и др.), паппинг, крамп, флексинг, c-walk, turfing, locking, waacking, dancehall, house (танцевальное)
- Граффити (изобразительное)

Человек, относящий себя к субкультуре хип-хопа, может заниматься одновременно и рэпом, и граффити, и брейк-дансом.

## Этимология
Слово «hip» использовалось в афроамериканском английском диалекте (AAVE) ещё в 1898 и означало подвижные части человеческого тела. А слово «hop» — это собственно движение (скачок) в случае «hip hop!».
Рэпер Keith «Cowboy» Wiggins с Grandmaster Flash and the Furious Five были отмечены как образовавшие «хип-хоп» в 1978-м, когда дразнили друзей, которые были призваны в армию. Они напевали в джазовой манере слова: «—hip/ hop/ hip/ hop», тем самым имитируя ритм марширующих солдат. «Cowboy» позднее разработал ритм «хип-хоп» в части своего сценического выступления. Группа в основном выступала с артистами диско, которые относились к этому новому типу MC/DJ-производимой музыки, называя их «те хип-хоперы». Название изначально означало знак неуважения, но вскоре перешло для обозначения этой новой музыки и культуры.

## Музыка хип-хопа
Музыка хип-хопа состоит из двух основных элементов: рэпа (ритмичного речитатива с чётко обозначенными рифмами) и ритма, задаваемого диджеем, хотя нередки композиции и без вокала. В такой комбинации исполнители рэпа называют себя «эмси» (англ. MC — Master of Ceremony). Некоторые эмси превращают свои тексты в настоящие запутанные загадки (напр. Гостфейс Килла говорит, что нарочно стремится сочинять такие рифмы, чтобы никто не понял, кроме него, о чём идёт речь). В задачу одного или нескольких диджеев входит программирование ритма на драм-машине, семплирование (использование фрагментов чужих композиций, особенно партий баса и синтезаторов), манипуляции с виниловыми пластинками и иногда «битбоксинг» (вокальная имитация ритма драм-машины).
В настоящее время хип-хоп является одним из наиболее коммерчески успешных видов современной развлекательной музыки и стилистически представлен множеством направлений внутри жанра.

### 1970-е годы
Хип-хоп зародился в афроамериканской и латиноамериканской среде Бронкса, района Нью-Йорка, 12 ноября 1974 г. В то время это была музыка для вечеринок, которую создавали диск-жокеи (называемые сокращённо «диджеями»), работавшие в крайне примитивной тогда технике семплирования: она зачастую сводилась к повторению музыкального проигрыша чужой танцевальной композиции. Первые эмси были буквально типичными конферансье («Master of Ceremony» — то есть сокращённо MC; эта аббревиатура затем вобрала в себя множество других значений), они представляли диджеев, а также поддерживали внимание аудитории энергичными возгласами и целыми тирадами. (На Ямайке подобная манера исполнения была выработана ещё на рубеже 1960—1970-х гг. благодаря зародившейся технике даба.)
Популярность музыки на этих вечеринках привела к тому, что местные диджеи стали продавать на руки кассеты с записанными «живьём» «сетами» (программой выступления), в которых искусно микшировались ритмы и басовые партии снятые с композиций в стилях диско и фанк, поверх которых эмси начитывали рэп. Это было сугубо любительское занятие, и в тот период (1974—1978 гг.) никаких студий и официальных выпусков пластинок рэпа не существовало.
Матерью хип-хопа по праву считают Сильвию Робинсон, которая добилась его коммерциализации и массового распространения после того как она с мужем в 1970 г. учредила студию звукозаписи Sugar Hill Records. Компанию назвали в честь богатого культурой афроамериканского района Манхэттэна, известного как Гарлем. Её студия в начале осени 1979 года выпускает сингл «Rapper’s Delight» в исполнении The Sugarhill Gang, который производит сенсацию на американском рынке популярной музыки. Сингл считается первой записью рэпа несмотря на то, что некоторые более ранние записи оспаривают славу первенства; однако именно благодаря этой 11-минутной композиции американская публика и СМИ узнали о таком явлении как хип-хоп, правда, несмотря на популярность песни (сингл разошёлся тиражом 8 мил. экз.), большинство сходилось во мнении, что это была музыкальная шутка, из которой далее ничего не выйдет. Песню написала негритянская группа, собранная почти случайно за день до записи. Ритм (классическое диско) и партия бас-гитары были взяты из тогдашнего хита Chic «Good Times», поверх был наложен рэп в исполнении трёх эмси. Одним из достоинств композиции является то, что уже в этом первом рэпе 1979 года были даны типичные рифмы, равно как и основополагающие темы хип-хопа: детали бытовой жизни, состязания эмси, секс, ёрничество и показное тщеславие.

### 1980-е годы
В самом начале 1980-х гг. в среде рэперов возник сильный интерес к европейской электронной поп-музыке, — в первую очередь, к Kraftwerk и Гэри Ньюману, широко семплировавшимся, — технологические находки которых, вкупе с развившимся «брейкбитом» — ломаным, совершенно новым ритмом, — способствовали отрыву хип-хопа от ритмической зависимости от диско и фанка. Брейкбитовый ритм в сочетании с более развитой к тому времени техникой ямайского даба вывели хип-хоп на новый уровень (см. электро). Новаторами раннего хип-хопа были Кёртис Блоу, Африка Бамбата, Грандмастер Флэш и Whodini, — именно их записи 1980—1984 гг. (относимые ныне к «старой школе хип-хопа») явились определяющими для становления жанра. Музыкальный журнал Rolling Stone назвал самой влиятельной композицией в истории хип-хопа «The Message» Грандмастера Флэша (1982).
Эстафету новаторства подхватили коллективы Run DMC, Mantronix, Beastie Boys, каждый из которых привнёс в хип-хоп свои открытия: Run DMC играли минимальный драм-машинный брейкбит, Mantronix же получили признание своей революционной техникой микширования, а Beastie Boys сочетали элементы панк-рока и рэпа и стали первым белым рэп-коллективом, добившимся коммерческого успеха. Рэп-композиции записывали и панк-команды, например, The Clash (их сингл «The Magnificent Seven» 1980 года интенсивно раскручивался на негритянских радиостанциях Нью-Йорка), Blondie (их сингл «The Rapture» возглавил американский хит-парад в 1982 г.).
К середине 1980-х годов музыка хип-хопа перестала ориентироваться исключительно на атмосферу вечеринок, и следующее поколение рэперов стало разрабатывать более серьёзные темы, например социально-агрессивные рэперы Public Enemy принесли им культовый статус среди слушателей не только в негритянской среде. Усложнялась и музыкальная сторона хип-хопа: современный этап в его развитии начинается с выхода в 1987 году альбома «Paid in Full» дуэта Eric B. & Rakim. К концу 1980-х гг. рэп-музыка достигла уровня популярности, сравнимого с роком, кантри и эстрадой, а такие крупные институты музыкальной индустрии как Американская академия грамзаписи, заведующая «Грэмми», и American Music Awards в 1988 году учредили категории для рэпа. Олицетворением этой популярности в Америке стали MC Hammer, Kris Kross и др., адресовавшие свою музыку более широкой слушательской аудитории, что, в свою очередь, дало толчок для развития более бескопромисных жанров в хип-хопе.
Начиная с конца 1980-х, хип-хоп подпитывает стилистически и технологически модифицированный благодаря ему ритм-энд-блюз («нью джек свинг», «хип-хоп-соул»).

### 1990-е годы
На рубеже 1990-х с подачи NWA, скандально известных своими вызывающе-скабрёзными и агрессивными текстами, приобретает популярность «гангста-рэп», отражающий криминальный быт негритянских гетто. Самым влиятельным деятелем хип-хопа десятилетия становится бывший участник NWA по имени Dr. Dre; он вводит в оборот новый стиль джи-фанк, наиболее ярким представителем которого был его протеже Снуп Догг. Несколько лет спустя участники трио The Fugees своим альбомом «The Score» наглядно продемонстрировали возможности для интеграции хип-хопа с другими музыкальными направлениями — ритм-энд-блюзом, рэгги и даже джазом. Они одними из первых хип-хоп-проектов приобрели широкую популярность за пределами США.
В середине 1990-х развернулось соперничество между гангста-рэперами с Западного и Восточного побережий США, которое завершилось гибелью ярких представителей с каждой из сторон — Тупака Шакура и Notorious B.I.G. Трагический исход этого противостояния породил такое широкое обсуждение в средствах массовой информации, что практически в течение всего 1997 года рэперы оккупировали верхние строчки хит-парадов США. Для этого периода характерна интенсивная коммерциализация хип-хопа, что принято связывать с именем Паффа Дэдди — рэпера, который пропагандировал гламурный стиль жизни и строил свои композиции на весьма обширном цитировании поп-шлягеров прежних десятилетий. На исходе XX столетия известность приобрёл белый рэпер Эминем, который попытался возродить заряд провокации и социального протеста.

### 2000-е годы
В середине первого десятилетия 21-го века наиболее востребованные хип-хоп-продюсеры — Скотт Сторч, The Neptunes, Тимбалэнд — способствовали дальнейшему освоению эстетики фанка. Исполнителей хип-хопа, несмотря на его изначальный негроцентризм, можно встретить в большинстве стран мира, от Аргентины до Японии.
В 2004 году впервые в истории премия «Грэмми» в самой престижной «наджанровой» номинации — «за лучший альбом» — была присуждена рэп-артистам — дуэту OutKast. В современном хип-хопе, как и в других крупных стилях популярной музыки, большую роль играют продюсеры, от которых зависит вся индустрия.

## Эстетика субкультуры
Хип-хоп стал первой музыкой, наиболее полно и самобытно воплотившей идеологию современной афроамериканской культуры. Эта идеология была построена на антагонизме американской белой, англо-саксонской культуре. За прошедшие десятилетия сформировалась также своя мода, коренным образом отличная от традиционной моды белого населения, свой жаргон и своя культивируемая манера произношения, танцевальные стили, своё графическое искусство — «граффити» (изображения и надписи на стенах, сделанные аэрозольными балончиками или специальными маркерами с краской) и в последнее время также кино (не обязательно про рэперов, но сюжетно берущее темы из негритянской среды, см. фильмы «Парикмахерская», «Суета и движение», «Ребята по соседству», «Не грози Южному централу, попивая сок у себя в квартале»; рэперы также всё больше начинают становиться киноактёрами). Таким образом, провести чёткую границу между собственно хип-хопом и современной афроамериканской субкультурой становится сложно.
Несмотря на меняющуюся каждый год моду хип-хопа, в целом она имеет ряд характерных особенностей. Одежда, как правило, свободная, спортивного стиля: кроссовки и бейсболки (как правило, с прямыми козырьками) известных брендов (напр. KIX, New Era, Joker, Tribal, Reebok, Roca Wear, FUBU, Wu-Wear, Sean John,AKADEMIKS, ECKO, Nike, Adidas) футболки и баскетбольные майки, куртки и толстовки с капюшонами, носковидные надвинутые на глаза шапки, мешковатые штаны. Причёски короткие, хотя также популярны короткие дреды. У самих рэперов популярностью пользуются массивные украшения (цепи, медальоны, брелоки), но ношение украшений в большей мере относится к афроамериканцам.

## Русский хип-хоп[34]
Хип-хоп появился в России в 1980-х годах. Первым исполнителем хип-хопа стал, как ни странно, рок-музыкант Константин Кинчев, записавший песни «Атеист», «Тоталитарный рэп» и «Меломан». В Куйбышеве диск-жокей дискотеки «Канон» Александр Астров совместно с местной группой «Час пик» записали 25-минутную программу, которая вскоре разошлась по всей стране в виде магнитоальбома «Рэп».
Первой хип-хоп группой СССР стала рэп-команда D.M.J., читавшая олдскульный рэп. В 1988 году группа Чёрное И Белое появилась на ТВ. С 1990-х годов рэп распространяется по СССР и России, а также приобретает популярность в странах СНГ.